# Giro della Toscana 2017
Il Giro della Toscana - Memorial Alfredo Martini 2017, ottantanovesima edizione della corsa e valevole come evento dell'UCI Europe Tour 2017 e della Ciclismo Cup 2017 categoria 2.1, si svolse in due tappe dal 26 al 27 settembre 2017 su un percorso di 346,9 km, con partenza da Pontedera e arrivo a Volterra, in Italia. La vittoria fu appannaggio del francese Guillaume Martin, il quale completò il percorso in 8h25'01", precedendo gli italiani Giovanni Visconti e Mattia Cattaneo.
Sul traguardo di Volterra 81 ciclisti, su 116 partiti da Pontedera, portarono a termine la competizione.

## Tappe
| Tappa  | Data         | Percorso              | km    | Vincitore di tappa | Leader cl. generale |
| ------ | ------------ | --------------------- | ----- | ------------------ | ------------------- |
| 1ª     | 26 settembre | Pontedera > Pontedera | 181,8 | Steve Cummings     | Steve Cummings      |
| 2ª     | 27 settembre | Lajatico > Volterra   | 165,1 | Guillaume Martin   | Guillaume Martin    |
| Totale | Totale       | Totale                | 346,9 |                    |                     |

## Squadre e corridori partecipanti
| N.    | Cod. | Squadra                       |
| ----- | ---- | ----------------------------- |
| 2-9   | TBM  | Bahrain-Merida                |
| 11-18 | DDD  | Team Dimension Data           |
| 21-28 | UAD  | UAE Team Emirates             |
| 31-38 | BRD  | Bardiani CSF                  |
| 41-48 | WIL  | Wilier Triestina-Selle Italia |
| 51-58 | NIP  | Nippo-Vini Fantini            |
| 61-68 | ANS  | Androni-Sidermec-Bottecchia   |
| 71-78 | ICA  | Israel Cycling Academy        |

| N.      | Cod. | Squadra                |
| ------- | ---- | ---------------------- |
| 81-88   | WGG  | Wanty-Groupe Gobert    |
| 91-98   | GAZ  | Gazprom-RusVelo        |
| 101-108 | CJR  | Caja Rural-Seguros RGA |
| 111-118 | TFO  | Fortuneo-Oscaro        |
| 121-128 | TIR  | Tirol Cycling Team     |
| 131-138 | AZT  | d'Amico Utensilnord    |
| 141-148 | SAN  | Sangemini-MG.K Vis     |

## Dettagli delle tappe

### 1ª tappa
- 26 settembre: Pontedera > Pontedera – 181,8 km

Risultati
| Pos. | Corridore         | Squadra   | Tempo    |
| ---- | ----------------- | --------- | -------- |
| 1    | Steve Cummings    | Dimension | 4h24'39" |
| 2    | Egan Bernal       | Androni   | s.t.     |
| 3    | Frederik Backaert | Wanty     | s.t.     |

| Pos. | Corridore         | Squadra   | Tempo    |
| ---- | ----------------- | --------- | -------- |
| 1    | Steve Cummings    | Dimension | 4h24'39" |
| 2    | Egan Bernal       | Androni   | s.t.     |
| 3    | Frederik Backaert | Wanty     | s.t.     |

### 2ª tappa
- 27 settembre: Lajatico > Volterra – 165,1 km

Risultati
| Pos. | Corridore         | Squadra      | Tempo    |
| ---- | ----------------- | ------------ | -------- |
| 1    | Guillaume Martin  | Wanty        | 4h03'10" |
| 2    | Giovanni Visconti | Bahrain-Mer. | a 10"    |
| 3    | Mattia Cattaneo   | Androni      | a 13"    |

| Pos. | Corridore         | Squadra      | Tempo    |
| ---- | ----------------- | ------------ | -------- |
| 1    | Guillaume Martin  | Wanty        | 8h25'01" |
| 2    | Giovanni Visconti | Bahrain-Mer. | a 10"    |
| 3    | Mattia Cattaneo   | Androni      | a 13"    |

## Evoluzione delle classifiche
| Tappa              | Vincitore          | Classifica generale Maglia bianca | Classifica giovani | Classifica a squadre |
| ------------------ | ------------------ | --------------------------------- | ------------------ | -------------------- |
| 1ª                 | Steve Cummings     | Steve Cummings                    | Egan Bernal        | Bahrain-Merida       |
| 2ª                 | Guillaume Martin   | Guillaume Martin                  | Egan Bernal        | Wanty-Groupe Gobert  |
| Classifiche finali | Classifiche finali | Guillaume Martin                  | Egan Bernal        | Wanty-Groupe Gobert  |

## Classifiche finali

### Classifica generale - Maglia bianca
| Pos. | Corridore         | Squadra      | Tempo    |
| ---- | ----------------- | ------------ | -------- |
| 1    | Guillaume Martin  | Wanty        | 8h25'01" |
| 2    | Giovanni Visconti | Bahrain-Mer. | a 10"    |
| 3    | Mattia Cattaneo   | Androni      | a 13"    |
| 4    | Vincenzo Nibali   | Bahrain-Mer. | a 14"    |
| 5    | Egan Bernal       | Androni      | a 16"    |
| 6    | Anthony Delaplace | Fortuneo     | a 18"    |
| 7    | Frederik Backaert | Wanty        | a 21"    |
| 8    | Marco Canola      | Nippo        | a 26"    |
| 9    | Maxime Bouet      | Fortuneo     | a 28"    |
| 10   | Eduard Prades     | Caja-Rural   | s.t.     |

### Classifica giovani
| Pos. | Corridore        | Squadra  | Tempo    |
| ---- | ---------------- | -------- | -------- |
| 1    | Egan Bernal      | Androni  | 8h25'17" |
| 2    | Lorenzo Rota     | Bardiani | a 20"    |
| 3    | Seb. Schönberger | Tirol    | s.t.     |
| 4    | Giulio Ciccone   | Bardiani | s.t.     |
| 5    | Ildar Arslanov   | Gazprom  | s.t.     |

### Classifica a squadre
| Pos. | Squadra                     | Tempo     |
| ---- | --------------------------- | --------- |
| 1    | Wanty-Groupe Gobert         | 25h16'00" |
| 2    | Bahrain-Merida              | a 3"      |
| 3    | Androni-Sidermec-Bottecchia | a 8"      |
| 4    | Caja Rural-Seguros RGA      | a 23"     |
| 5    | Fortuneo-Oscaro             | a 25"     |